# William O'Dwyer
William O'Dwyer, född 11 juli 1890 i Bohola i grevskapet Mayo i Förenade kungariket Storbritannien och Irland, död 24 november 1964 i New York, var en amerikansk militär, politiker (demokrat) och diplomat. Han var New Yorks borgmästare 1946–1950 och USA:s ambassadör i Mexiko 1950–1952.